# 日本大学管弦楽団
日本大学管弦楽団（にほんだいがくかんげんがくだん、 Nihon University Philharmonic Orchestra）は、日本大学文化団体連合会所属のアマチュア・オーケストラ。

## 概要
1966年、当時の二年次学生3名が団員募集の広告を『日本大学新聞』に掲載、1968年に創立記念演奏会を挙行し発足。2013年12月現在、4回の特別演奏会と84回の定期演奏会（年2回）を行っている。
団員は日本大学各学部の学生のほか、他大学の学生（団友）で構成されているが、音楽専攻の者は含まれていない。
楽器経験者のほか、初心者も広く受け入れている。
主に生物資源科学部の学生で構成されている日本大学生物資源科学部管弦楽団とは別団体である。
名誉指揮者に小林研一郎、首席名誉指揮者に宇野功芳を置いている。

## 沿革
- 1966年　団員募集開始。
- 1968年　創立記念演奏会挙行。曲目はベートーヴェン「交響曲第1番」他。
- 1979年　日本青年館にて、第九特別演奏会を行う。指揮は小林研一郎。
- 1980年　小林研一郎の10回目の指揮を記念し、日本大学が小林に対して第一号の感謝状贈呈。
- 1987年　日本大学が、第四号の感謝状を指揮者の高石治に贈呈。
- 1989年　サントリーホールにて日本大学創立百周年記念演奏会を行う。小林研一郎指揮によりマーラーの交響曲第2番「復活」、高石治指揮によりブラームス「大学祝典序曲」、日本大学校歌が演奏された。当日券なしで、報道席以外は満席、高円宮夫妻来駕をいただく。
- 1990年　第5回全日本大学オーケストラ大会にて初出場で講評委員会賞を受賞。曲目はブルックナー「交響曲第8番」（指揮 : 高石治）以後、講評委員会奨励賞を1993年・1997年に、講評委員会賞を2003年に再び受賞している。
- 1997年　第51回定期演奏会にて、ソリストにウィーン・フィルコンサートマスターのライナー・ホーネックを迎える。
- 1999年　小林研一郎作曲のパッサカリアを小林指揮により日本初演。
- 2009年　日本大学創立120周年記念演奏会（第76回定期演奏会）を開催。

## 指揮者と指導者

### 名誉指揮者
- 小林研一郎

### 首席客演指揮者
- 宇野功芳

### 指揮者
- 高石治

### 弦楽器演奏顧問
- 千本博愛 - 桐朋学園大学を卒業、チェロを斎藤秀雄、井上頼豊、アンドレ・ナヴァラらに師事。第26回日本音楽コンクール第2位（第1位は堤剛）。ハンブルク交響楽団、リヨン国立管弦楽団、ロンドン交響楽団（カナダ）、読売日本交響楽団の首席チェロ奏者を歴任。また、ウェスタンオンタリオ大学、メディスン・ハット・カレッジにて教授を務めた。桐朋学園大学にて後進の指導にあたっている。第27回定期演奏会では千本をソリストとして迎えた。

### トレーナー
- 北川靖子（ヴァイオリン） - 東京藝術大学卒業後、ウィーン国立音楽大学に入学し、最優秀で卒業。ヴァイオリンをウォルフガング・シュタフォンハーゲン、フランツ・サモヒールらに師事。その後、ハンブルク交響楽団に入団、コンサートミストレスを務めた。現在、瀬戸フィルハーモニー交響楽団コンサートミストレス。

- 東義直（ヴィオラ）- 東京藝術大学卒業。浅妻文樹、ウィリアム・プリムローズに師事。日本弦楽指導者協会主催音楽コンクール第1位、特賞。並びにプリムローズ賞受賞。東京交響楽団、新日本フィルハーモニー交響楽団の首席奏者を歴任。ジョン・ルイス、ペーター・ダムと共演、またNHK「現代の音楽」、テレビ朝日「題名のない音楽会」等に出演した。アンサンブルライン代表。

- 吉田秀（コントラバス）- 京都市立音楽高等学校を経て、東京芸術大学を卒業。ヴォルフガング・サヴァリッシュ、マリア・ジョアン・ピレシュ、ヤン・パネンカ、ピンカス・ズーカーマン、ジャン＝マルク・ルイサダ、オーギュスタン・デュメイのほか、メロス弦楽四重奏団、ベルリン・フィルハーモニー・ピアノ四重奏団等と共演。西出昌弘、江口朝彦に師事。現在、NHK交響楽団首席コントラバス奏者。また、京都市立芸術大学、東京音楽大学にて後進の指導にもあたっている。

- 多田逸左久（木管パート）- 1982年東京藝術大学卒業。ファゴットを三田平八郎、室内楽をアンリエット・ピュイグ＝ロジェ、吉田雅夫、中川良平に師事。同大学大学院音楽研究科入学し、フリッツ・ヘンカー、岡崎耕治に師事。1984年、同大学院修了。その後、ハンブルク音楽院に入学。1988年4月フライブルク音楽大学に移籍。帰国後は様々なジャンルで演奏活動を行う傍ら、日本ファゴット（バスーン）協会の一員として、ファゴットの普及活動にも携わっている。現在、東京シンフォニエッタファゴット奏者。

- 小川正毅（金管パート）- 東京芸術大学音楽学部附属音楽高等学校、及び同大学音楽学部卒業。ホルンを沖田晏宏、山本真、守山光三、千葉馨、室内楽を中川良平、海鉾正毅、ピアノを松前浩子、梅谷進、松浦豊明、神谷明に師事。（財）地域創造の「公共ホール音楽活性化事業」登録アーティスト。（財）音楽文化創造認定の生涯学習音楽指導員資格を持つ。“風の五重奏団”及び“風の合唱団”主宰。桐朋学園大学音楽学部嘱託演奏員、山形交響楽団団員を経て、現在トウキョウ・モーツァルトプレーヤーズ、東京ニューシティ管弦楽団のメンバー。また、劇団四季ミュージカルオーケストラのメンバーとして「ライオンキング」のピットでも演奏している。

- 山田徹（パーカッション）- 桐朋学園大学オーケストラ研究生、特別研究生修了。打楽器を小林美隆、有賀誠門、安倍圭子に師事。フリー奏者としてオーケストラなどの活動を経て、現在、新日本フィルハーモニー交響楽団打楽器奏者。

## 過去の定期演奏会の主な客演指揮者・ソリスト
- 有賀誠門(N響元首席奏者)
- 金子建志
- 末廣誠
- 菅沼準二(N響元首席奏者)
- 田代詞生
- 田中千香士(N響元コンサートマスター)
- 原田茂生
- 藤岡幸夫
- 堀俊輔
- 本名徹次
- 松尾葉子
- 宮松重紀
- 山田和樹
- ライナー・ホーネック

(五十音順)

## 初演作品
- 小林研一郎 - 「パッサカリア」 - 日本初演。2000年の日蘭交流400周年を記念して、小林が委嘱されて作曲したもの。日本と欧州をテーマにした自由な変奏曲。吹奏楽版も存在している。

## 主要ディスコグラフィー
- ベートーヴェン 交響曲第7番（Grand Slam） - 宇野功芳指揮。
- ブルックナー 交響曲第4番『ロマンティック』（Grand Slam） - モーツァルト「フィガロの結婚」序曲も収録。宇野功芳指揮。1981年6月20日に昭和女子大学人見記念講堂で行われた演奏会の録音で、オーケストラ指揮者としてのデビューにあたる。
- ブルックナー 交響曲第9番（Grand Slam） - 宇野功芳指揮。